# Ministério da Defesa Nacional e Veteranos da Pátria
| Ministério da Defesa Nacional e Veteranos da Pátria                             |                        |
| Edifício da Defesa, Rua 17 de Setembro, Cidade Alta, Luanda, LU mindenvp.gov.ao |                        |
| Criação                                                                         | 1975 (50 anos)         |
| Atual ministro                                                                  | João Ernesto Liberdade |

O Ministério da Defesa Nacional e Veteranos da Pátria (MINDENVP) é o órgão do governo da República de Angola incumbido de exercer a direção superior das Forças Armadas Angolanas, constituídas pela Marinha, pelo Exército e pela Aeronáutica, articulando as ações que envolvam estas instituições, individualmente ou em conjunto.
Uma de suas principais tarefas é o estabelecimento de políticas ligadas à defesa e à segurança do país, além de possuir sob sua responsabilidade uma vasta e diversificada gama de assuntos, alguns dos quais de grande sensibilidade e complexidade, como, por exemplo, as operações militares; o orçamento de defesa; política e estratégia militares; o serviço militar, e; velar pela dignificação histórica e social dos combatentes da luta pela independência e defesa da pátria.

## Histórico
Entre 1975 e 1995 conservou o nome de "Ministério da Defesa". Em 1996 passou a denominar-se "Ministério da Defesa Nacional", nome que ostentou até 2020. Em 2020 absorveu o "Ministro dos Antigos Combatentes e Veteranos da Pátria" passando a denominar-se "Ministério da Defesa Nacional e Veteranos da Pátria".

## Estrutura
- Gabinete de Assuntos Militares ("Casa Militar");
- Vice-ministro da Defesa: os comandantes dos três ramos militares detém cada um o título.

## Lista de ministros
- 1975–1980: Iko Carreira
- 1980–1995: Pedro Pedalé
- 1995–1999: Pedro Sebastião Mujimbo
- 1999–2010: Kundi Paihama
- 2010–2014: Cândido Van-Dúnem
- 2014–2017: João Lourenço
- 2017–2020: Sequeira Kianda
- 2020–presente: João Ernesto Liberdade[3]